# Fire of Unknown Origin
| Recensione                        | Giudizio        |
| --------------------------------- | --------------- |
| AllMusic                          | [ 2 ]           |
| The New Rolling Stone Album Guide | [ 3 ]           |
| Sputnikmusic                      | 4.0 (Excellent) |
| Piero Scaruffi                    | [ 5 ]           |
| Ondarock                          | [ 6 ]           |
| Dizionario del Pop-Rock           | [ 7 ]           |
| 24.000 dischi                     | [ 8 ]           |

Fire of Unknown Origin è l'ottavo album discografico in studio dei Blue Öyster Cult, pubblicato dalla casa discografica Columbia Records nel giugno del 1981.

## Tracce

### LP
Lato A (AL 37389)
1. Fire of Unknown Origin – 4:09 (Joe Bouchard, Patti Smith, Eric Bloom, Albert Bouchard, Donald Roeser)
2. Burnin' for You – 4:29 (Donald Roeser, Richard Meltzer)
3. Veteran of the Psychic Wars – 4:48 (Eric Bloom, Michael Moorcock)
4. Sole Survivor – 4:04 (Eric Bloom, John Trivers, Liz Myers)
5. Heavy Metal: the Black and Silver – 3:16 (Albert Bouchard, Eric Bloom, Sandy Pearlman)

Lato B (BL 37389)
1. Vengeance (The Pact) – 4:40 (Albert Bouchard, Joe Bouchard)
2. After Dark – 4:24 (Eric Bloom, John Trivers, Liz Myers)
3. Joan Crawford – 4:54 (Albert Bouchard, David Roter, Jack Rigg)
4. Don't Turn Your Back – 4:07 (Allen Lanier, Donald Roeser, Albert Bouchard)

## Formazione
- Eric Bloom - voce solista
- Eric Bloom - basso (brano: Heavy Metal)
- Donald (Buck Dharma) Roeser - chitarra solista, voce
- Donald (Buck Dharma) Roeser - basso (brano: Joan Crawford)
- Buck Dharma - percussioni (brano: Veteran of the Psychic Wars)
- Buck Dharma - effetti sonori (brano: Joan Crawford)
- Allen Lanier - tastiere
- Joe Bouchard - basso, voce
- Albert Bouchard - batteria, sintetizzatore, voce

Altri musicisti
- Karla DeVito - accompagnamento vocale, coro (brano: Sole Survivor)
- Sandy Jean - accompagnamento vocale, coro (brano: Don't Turn Your Back)
- Bill Civitella e Tony Cedrone - percussioni aggiunte (brano: Veteran of the Psychic Wars)
- Jesse Levy - arrangiamento strumenti ad arco (brani: Veteran of the Psychic Wars e Joan Crawford)

Note aggiuntive
- Martin Birch - produttore
- Blue Öyster Cult - arrangiamenti
- Registrazioni e mixaggi effettuati al Kingdom Sound di Long Island, New York (Stati Uniti)
- Martin Birch ingegneri delle registrazioni e del mixaggio
- Clay Hutchinson - ingegnere delle registrazioni
- Mastering effettuato da Paul Stubblebine al The Automatt di San Francisco, California
- Gregg Scott - artwork copertina frontale e retrocopertina album originale
- Paula Scher - design retrocopertina e inserto copertina album originale
- Ringraziamento speciale a Albert da Martin[10]

## Classifica
Album
| Anno | Classifica            | Posizione raggiunta |
| ---- | --------------------- | ------------------- |
| 1981 | Billboard 200         | 24                  |
| 1981 | Official Albums Chart | 29                  |

Singoli
| Anno | Titolo del brano | Classifica            | Posizione raggiunta |
| ---- | ---------------- | --------------------- | ------------------- |
| 1981 | Burnin' for You  | Billboard Hot 100     | 40                  |
| 1981 | Burnin' for You  | Mainstream Rock Songs | 1                   |